# Badener AC
Badener AC, of kortweg BAC, is een Oostenrijkse voetbalclub uit de stad Baden bei Wien in de deelstaat Neder-Oostenrijk. 

## Geschiedenis
De club werd in 1897 opgericht onder de naam Verein Internationaler Sportplatz Baden en is daarmee de oudste club van Neder-Oostenrijk. De sportclub speelde al voetbal maar de officiële voetbalafdeling, het huidige Badener AC, werd pas in 1899 opgericht. Een jaar eerder nam de voetbalsectie van de sportclub al deel aan het Keizer Frans Jozef-Jubileumtoernooi 1898, een toernooi georganiseerd voor de keizer die nu 50 jaar op de troon zat. Er namen twaalf teams deel, voornamelijk uit de hoofdstad Wenen en de club eindigde knap op de derde plaats achter de aartsrivalen en grote clubs uit die tijd Vienna Cricket and Football Club en First Vienna FC. 
In 1911 nam de club deel aan het kampioenschap voor Neder-Oostenrijk en nam daar geregeld aan deel. Begin jaren dertig kon de club twee keer kampioen werden (1932 en 1935). In 1932 won de club ook de beker van Neder-Oostenrijk. In 1935 werd de club amateurkampioen door Salzburger AK 1914 te verslaan in de finale.
Na de Tweede Wereldoorlog speelde de club meestal in de Regionalliga (toen nog tweede klasse) en de Landesliga van Neder-Oostenrijk. 
In 1967 degradeerde de club naar de derde klasse en keerde in 1972 terug.
Na een derde plaats in Oostenrijks voetbalkampioenschap 1973/74 moest de club een eindronde spelen om niet te degraderen. Na herstructurering van de twee hoogste klassen waren enkel de twee eersten van de drie Regionalliga’s zeker van een plaats in de nieuw opgerichte Nationalliga (tweede klasse). Badener speelde als derde nog een eindronde tegen Rapid Lienz maar verloor twee keer met 0-1, 0-1 en degradeerde. Het duurde tot 1982 vooraleer de club terug kon promoveren naar de tweede klasse. Daar werd de club derde met twee punten achterstand op Favoritner AC en SV Sankt Veit waardoor promotie net gemist werd. 
In 1985 degradeerde de club opnieuw naar de Regionalliga. Hierna ging het bergaf met de club en de club kreeg een schuldenberg waardoor de betere spelers verkocht moesten worden. Dit gaf als gevolgd een vrije val in de voetbalpiramide en tegenwoordig speelt de club onder sponsornaam Casino Baden AC in de 2. Klasse Triestingtal, de achtste klasse. 

## Erelijst
Amateurkampioen
1935

## Bekende (ex-)spelers
- Erwin Hoffer